# Контрада Сант'Ана III (Кротоне)
Контрада Сант'Ана III је насеље у Италији у округу Кротоне, региону Калабрија.
Према процени из 2011. у насељу је живело 36 становника. Насеље се налази на надморској висини од 161 м.